# Найлс (Іллінойс)
Найлс (англ. Niles) — селище (англ. village) в США, в окрузі Кук штату Іллінойс. Населення — 30 912 особи (2020).

## Географія
Найлс розташований за координатами 42°1′40″ пн. ш. 87°48′36″ зх. д. / 42.02778° пн. ш. 87.81000° зх. д. (42.027864, -87.809956).  За даними Бюро перепису населення США в 2010 році селище мало площу 15,14 км², уся площа — суходіл.

## Демографія
Згідно з переписом 2010 року, у селищі мешкали 29 803 особи в 11 906 домогосподарствах у складі 7658 родин. Густота населення становила 1968 осіб/км².  Було 12572 помешкання (830/км²).
Расовий склад населення:
| - 76,3 % — білих - 16,7 % — азіатів - 1,4 % — чорних або афроамериканців - 0,1 % — корінних американців - 3,4 % — осіб інших рас |

До двох чи більше рас належало 2,1 %. Частка іспаномовних становила 8,7 % від усіх жителів.
За віковим діапазоном населення розподілялося таким чином: 16,7 % — особи молодші 18 років, 57,6 % — особи у віці 18—64 років, 25,7 % — особи у віці 65 років та старші. Медіана віку мешканця становила 48,2 року. На 100 осіб жіночої статі у селищі припадало 89,5 чоловіків;  на 100 жінок у віці від 18 років та старших — 86,5 чоловіків також старших 18 років.
Середній дохід на одне домашнє господарство  становив 69 478 доларів США (медіана — 51 660), а середній дохід на одну сім'ю — 80 437 доларів (медіана — 66 820). Медіана доходів становила 50 000 доларів для чоловіків та 42 293 долари для жінок. За межею бідності перебувало 11,6 % осіб, у тому числі 21,3 % дітей у віці до 18 років та 8,2 % осіб у віці 65 років та старших.
Цивільне працевлаштоване населення становило 13 079 осіб. Основні галузі зайнятості: освіта, охорона здоров'я та соціальна допомога — 23,3 %, роздрібна торгівля — 15,8 %, виробництво — 13,5 %.